# Franz Anton Dimmler
Franz Anton Dimmler (ou Dimler), né le 14 octobre 1753 à Mannheim dans le Palatinat du Rhin et mort le 7 février 1827 à Munich dans le royaume de Bavière, est un musicien et compositeur allemand de musique classique qui fit partie de l'école de Mannheim.

## Biographie
Johann Franz Anton Dimmler naît le 14 octobre 1753 à Mannheim,.
Le musicien de la Cour de Mannheim Joseph Zwini (ou Joseph Ziwiny) lui enseigne la musique et le cor, et l'abbé Georg Joseph Vogler lui enseigne la composition,,,. En 1766, à l'âge de treize ans, il entre en qualité de corniste dans l'orchestre de la cour de Mannheim,, la « Mannheimer Hofkapelle », un orchestre fondé par le prince-électeur de Palatinat Charles-Théodore lorsqu'il accède au pouvoir en 1743 à l'âge de 18 ans seulement. Cet orchestre atteindra son apogée de 1748 à 1778, comptera jusqu'à 89 musiciens et entrera dans l'histoire de la musique sous le nom d'école de Mannheim ou « Mannheimer Schule ».
En 1778, Charles-Théodore de Palatinat, devenu prince-électeur de Bavière, transfère sa cour de Mannheim à Munich, ainsi que son orchestre qui fusionne avec l'orchestre de la cour de Munich (Münchener Hofkapelle) dont les origines remontent au XVIe siècle : Dimmler suit la cour et l'orchestre à Munich où il s'adonne à l'étude de la contrebasse et devient un virtuose de cet instrument pour lequel, selon François-Joseph Fétis dans sa Biographie universelle des musiciens publiée à Paris en 1878, on ne trouvait pas alors de tel talent en Bavière à l'exception de Marconi et de Gaspard Böhrer,,.
Dimmler a eu un fils, nommé Franz Anton comme lui, né à Munich le 24 avril 1783, qui a reçu les premiers principes de musique de son père et qui est entré à son tour au service de la cour de Charles-Théodore (à Munich), en qualité de clarinettiste le 16 juin 1796, à l'âge de treize ans,. Dimmler a dédié à son fils plusieurs concertos pour clarinette, un instrument inventé au début du XVIIIe siècle et qui a fait son apparition dans les orchestres de cour allemands vers 1750, parmi lesquels celui de Mannheim qui a joué un rôle important dans son développement.
Dimmler meurt à Munich le 7 février 1827,.

## Œuvre
Selon François-Joseph Fétis (Biographie universelle des musiciens, deuxième édition, tome troisième, 1878), Dimmler a composé les petits opéras suivants :
- Der Guck-Kasten (La Jalousie), représenté à Munich en 1794 ;
- Die Schatzgräber (Les Chercheurs de trésor), représenté au château de Sufeld près de Munich ;
- Zebel-Jäger (Les Chasseurs de zibeline).

Il a en outre, toujours selon Fétis, composé la musique de 185 ballets.
On connaît également en manuscrit des symphonies, quatuors et concertos de sa composition ainsi que de nombreuses pièces pour guitare, un instrument dont il jouait très bien. Rappelons que Dimmler a en particulier composé plusieurs concertos pour clarinette dédiés à son fils Franz Anton junior, engagé à 13 ans dans l'orchestre de la cour du prince-électeur Charles-Théodore.

## Enregistrement
- Mannheimer Schule Vol.4, Kurpfälzisches Kammerorchester, dir. Jiří Malát (label Arte Nova, référence 74321 37298 2, 1996)[12],[13]